# Don Juan no existe
Don Juan no existe es una ópera contemporánea de 2024 compuesta por la española Helena Cánovas y libreto del dramaturgo Alberto Iglesias. El título alude a una obra escrita por la feminista Carmen Díaz de Mendoza Aguado, Condesa de San Luis, (1864-1929) cuestionando la figura de Don Juan, de la que se conocen solo las críticas publicadas en la prensa, pero cuyo texto no ha perdurado.  La obra, con dirección musical de Jhoanna Sierralta y dirección de escena de Bárbara Lluch, se estrenó en el Festival Internacional de Música de Peralada en agosto de 2024 y se presentó en Madrid en mayo de 2025.    

## Argumento
A principios del siglo XX la escritora Carmen Díaz de Mendoza Aguado, Condesa de San Luis, (1864-1929) tras una representación de Don Giovanni, acompañada de dos amigos (Agustín y Miguel) cuestiona el mito de Don Juan como el personaje de Don Juan reforzado por la aceptación de la sociedad. Por ello decide escribir su propio "Don Juan". La obra "Don Juan no existe" logra ser estrenada, pero no se ha podido recuperar el texto original y solo queda constancia de la misma por las críticas publicadas.
El primer acto de la ópera se sitúa en los años veinte del siglo XX con la condesa de San Luis que decide escribir un alegato antimachista para contrarrestar con su texto la figura del popular Don Juan tras asistir a una representación de la ópera de Don Giovanni de Mozart. En el intento tiene que enfrentarse no solo a sus inseguridades, sino a la sociedad o incluso a la voz de un fantasma que la intenta detener. Su amigo Miguel está a su lado, pero tampoco comprende el extraño proyecto. Finalmente, la condesa escribe la obra, se estrena y la pieza fracasa.
El segundo acto transcurre en el sigo XXI,  en 2024.  Una nueva creadora (Helena) intenta elucidar qué pasó en aquella representación de Don Juan escrita por la condesa, cuyo texto no perduró. De la obra Don Juan no existe solo ha encontrado los recortes de diarios sobre el estreno, pero sobre la condesa no queda casi nada. Su historia está resumida en apenas unas líneas escritas en Wikipedia.
Al final de la obra están presentes los nombres de las mujeres de la época ocultadas por la historia.

## Creación
Helena Cánovas recibió el Premio Carmen Mateu Young Artist European Award para la creación de esta ópera. Le atrajo el personaje de Carmen Díaz de Mendoza Aguado, Condesa de San Luis, su misterio, su olvido y la ausencia de trazas de una pieza teatral que después de su estreno quedó enterrada en el olvido. Cánovas propuso a Alberto Iglesias  que escribiera el libreto.

## Libreto
La ópera es una lectura contemporánea del mito de Don Juan y reivindica a las mujeres artistas con el protagonismo de la escritora Carmen Díaz de Mendoza Aguado, Condesa de San Luis "alguien de quien solo han sobrevivido unas cuantas líneas en una entrada de Wikipedia" se señala en la obra. El libreto está escrito por dramaturgo santanderino Alberto Iglesias a partir de la idea de la compositora Helena Cánovas.  

## Estreno

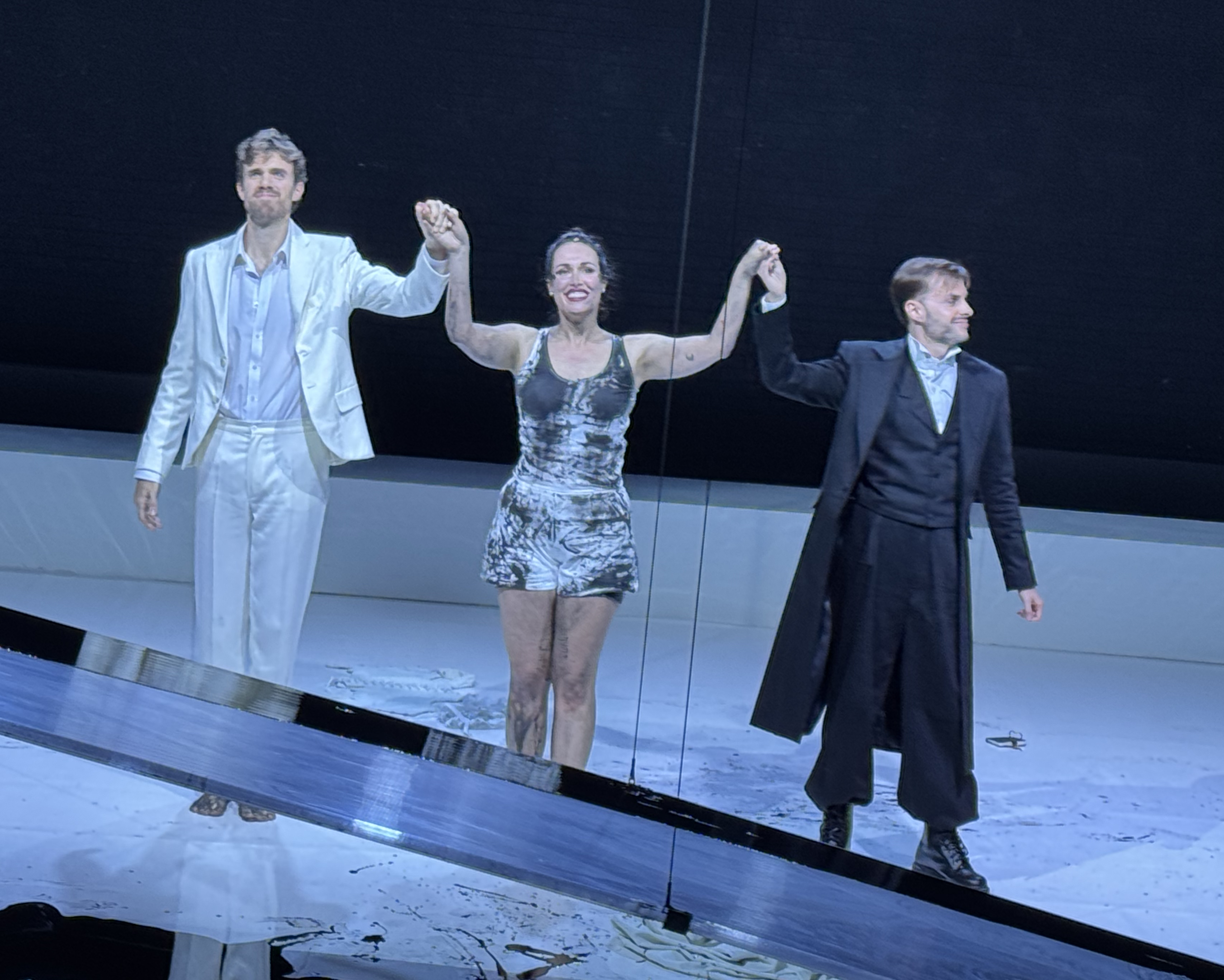
Josep-Ramon Olivé, Montserrat Seró y Pablo García-López, Teatros del Canal. Madrid mayo de 2025

Don Juan no existe, fue estrenada el 8 de agosto de 2024 en el Festival Internacional de Música de Peralada con dirección musical de Jhoanna Sierralta, dirección escénica de Bárbara Lluch y como cantantes Natalia Labourdette (soprano), Pablo García López (tenor) y David Oller (barítono).
En mayo de 2025 la obra se representó en la Sala Negra de los Teatros del Canal de Madrid con las sopranos Montserrat Seró y Rocío Faus alternándose en el papel de Carmen/Helena junto a Pablo García López (tenor) y Josep-Ramon Olivé (barítono). La dirección musical de la ópera corre a cargo de Jhoanna Sierralta al frente de solistas de la Orquesta Titular del Teatro Real y la dirección de escena es de Bárbara Luch.

## Producción
El espectáculo es una coproducción del Festival Perelada, el Gran Teatre del Liceu y el  Teatro de la Maestranza de Sevilla, con la participación del Teatro Real y de los Teatros del Canal.